# 贝亚特丽斯·埃斯
贝亚特丽斯·埃斯（法語：Béatrice Hess，1961年11月10日—），法国女子游泳运动员。她曾代表法国参加1984年、1988年、1996年、2000年和2004年夏季残疾人奥林匹克运动会游泳比赛，获得二十枚金牌和五枚银牌。